# Samuel J. Palmisano
Pour les articles homonymes, voir Palmisano.
Samuel J. Palmisano, né le 29 juillet 1951 à Baltimore (États-Unis), est un chef d'entreprise américain.
Entré chez IBM en 1973 comme agent commercial, il y passe toute sa carrière. Au cours des années 1990, il est nommé vice-président d'IBM Global Services, puis vice-président senior. Il occupe le poste de CEO entre 2002 et 2011 et demeure président du conseil d'administration jusqu'en septembre 2012.

## Biographie

### Jeunesse et formation
Samuel Palmisano naît dans une famille italo-américaine établie à Baltimore dans le Maryland. Son père possède un atelier de réparation automobile. Inscrit en classe préparatoire dans un lycée catholique, il pratique le football américain au poste de centre dans l'équipe de l'école,. Durant son temps libre, il joue du saxophone dans un groupe de jazz. En 1973, Palmisano obtient un bachelor’s degree en histoire de l'université Johns-Hopkins. Il a l'occasion d'effectuer un essai avec l'équipe professionnelle des Raiders d'Oakland, mais décline leur offre,.

### Carrière

#### Parcours chez IBM
En 1973, Samuel Palmisano passe l'examen d'entrée de la firme informatique IBM et est engagé comme agent commercial,. Il se rend à Washington pour suivre la formation de plusieurs mois dispensée par l'entreprise. En 1989, il est choisi comme adjoint de direction par le CEO John Fellows Akers et a l'occasion de côtoyer l'ancien président d'IBM Thomas Watson, Junior. Il prend ensuite la tête d'IBM Japon. Au cours des années 1990, il dirige successivement la branche Integrated Systems Solutions, puis l'activité PC et le Personal Systems Group. Il est promu vice-président d'IBM Global Services en 1998, alors que la société passe d'un métier purement technologique à une approche « orientée services ». Palmisano est nommé vice-président senior et group executive of Enterprise Systems en 1999 lorsqu'IBM adopte le système d'exploitation Linux. En 2000, il est nommé Chief Operating Officer et entre au conseil d'administration,.

#### En tant que CEO
En 2002, Samuel Palmisano est nommé CEO d'IBM. Il poursuit la stratégie initiée par son prédécesseur Lou Gerstner : sous sa direction, IBM abandonne le matériel et se concentre sur le logiciel et les services. La firme cède sa branche PC à Lenovo et se sépare d'autres divisions dédiées au matériel, représentant un chiffre d'affaires annuel total de 20 milliards de dollars, mais considérées comme peu profitables. Le budget de recherche et développement augmente de 20 % et IBM rachète plusieurs éditeurs de logiciels spécialisés notamment dans l'exploration de données. « Big Blue » acquiert également la branche conseil de PricewaterhouseCoopers, dont l'intégration est menée par Virginia Rometty. La stratégie suivie par Palmisano permet d'accroître les profits de l'entreprise et fait grimper le cours de bourse de l'action. En 2011, IBM dépasse Microsoft et devient la seconde firme technologique derrière Apple en matière de capitalisation boursière,. Palmisano réoriente également la firme sur le plan géographique en augmentant la part du chiffre d'affaires réalisée dans les pays émergents.
En octobre 2011, il quitte le poste de PDG. Virginia Rometty est désignée pour le remplacer et entre en fonction le 1er janvier 2012. Palmisano demeure président du conseil d'administration d'IBM jusqu'en septembre. Il tient un rôle de conseiller auprès du nouveau CEO et quitte l'entreprise à la fin de l'année.

### Conseiller indépendant de Bloomberg
En 2013, il devient conseiller indépendant du groupe financier Bloomberg LP en matière de protection de la vie privée.

## Vie personnelle
Samuel Palmisano rencontre sa future épouse à Washington alors qu'il suit la formation dispensée par son employeur. Gaier Notman est la fille d'un banquier du Maryland. Par l'intermédiaire de sa famille, Palmisano fait la connaissance de la famille Bush. En 1996, George H. W. et Barbara Bush lui vendent une résidence d'été, située à Kennebunkport dans le Maine,. Durant vingt ans, Samuel Palmisano et sa famille résident à Southport, Connecticut.

## Reconnaissance
Un doctorat honorifique en Lettres humaines est décerné à Samuel Palmisano par l'institut polytechnique Rensselaer en 2005 et par l'université Johns-Hopkins en 2012, il reçoit aussi en 2011 le diplôme HEC d'Honneur. Il est nommé membre honoraire de la London Business School en 2006 et est élu à l'académie américaine des arts et des sciences en 2010.